# ヴィスワ＝オーデル攻勢
ヴィスワ＝オーデル攻勢は、第二次世界大戦の東部戦線において、1945年1月12日から2月2日にかけてソビエト赤軍がドイツ軍に対して行った攻勢である。この作戦に勝利したソビエト軍は、ヴィスワ川（ドイツ語名：ヴァイクセル川）からドイツの首都ベルリンの東70Kmのオーデル川河畔まで進撃した。

## 背景
バグラチオン作戦の成功に引き続き、ソビエト第1白ロシア戦線は1944年7月27日から8月4日の間にヴィスワ川西方に3つの橋頭堡をなんとか確保した。ワルシャワは目前となったが、ワルシャワ蜂起が発生した1944年8月1日以降、ソビエト赤軍はこの態勢のまま活動を停止する。第1ウクライナ戦線はリヴォフ＝サンドミール作戦の間、サンドミエシュ（ドイツではバラノウ橋頭堡と呼ばれる）でさらに橋頭堡を大きく拡大していた。
攻撃にあたってソビエト赤軍は3つの橋頭堡でドイツ軍を上回る大量の軍需物資、将兵を集結させた。ドイツ陸軍参謀本部東方外国軍課で対ソ情報活動を担当していたラインハルト・ゲーレン少将はこの事実をつかみ、陸軍参謀総長ハインツ・グデーリアン上級大将に報告した。グデーリアンは危機が迫っていることをドイツ総統アドルフ・ヒトラーに進言したが、ヒトラーは彼らの情報をソビエト赤軍を上辺だけの強さとして「ジンギスカン以来の最も大きな詐欺である」として退けた。グデーリアンは防衛のための必要な人員を得るためにクールラント・ポケットに閉じ込められている北方軍集団をバルト海経由で撤退させることを提案したが、ヒトラーはこれを拒絶した。その上、ヒトラーは春の目覚め作戦を支援するために、予備戦力である、第6SS装甲軍（司令官ヨーゼフ・ディートリヒ）をハンガリーへ移動させるよう命令した。

## 参加した部隊

### ソビエト赤軍
ソビエト赤軍の2個軍が直接関係しており、第1白ロシア戦線（司令官ゲオルギー・ジューコフ）はワルシャワ周辺と南方のマグヌシェフ橋頭堡、プワヴィ橋頭堡を確保していた。一方、第1ウクライナ戦線（司令官イワン・コーネフ）はサンドミエシュ橋頭堡を確保していた。
作戦のためにジューコフとコーネフで合計で163師団を抱えていた。
- 将兵2,203,000名
- 戦車4,529両
- 突撃砲2,513両
- 火砲13,763門（76㎜かそれ以上の口径）
- 迫撃砲14,812門
- 対戦車砲4,936門
- カチューシャ2,198門
- 航空機5,000機

#### 配備
- 第1白ロシア戦線（司令官ゲオルギー・ジューコフ元帥）
  - 第47軍
  - ポーランド第1軍（司令官スタニスラフ・ポプラフスキー大将）
  - 第3打撃軍
  - 第61軍
  - 第1親衛戦車軍
  - 第2親衛戦車軍
  - 第5打撃軍（マグヌシェフ橋頭堡）
  - 第8親衛軍（マグヌシェフ橋頭堡）（司令官ワシーリー・チュイコフ）
  - 第69軍（プワヴィ橋頭堡）
  - 第33軍（プワヴィ橋頭堡）
- 第1ウクライナ戦線（司令官イワン・コーネフ元帥）
  - 第21軍
  - 第6軍
  - 第3親衛軍
  - 第13軍
  - 第4戦車軍
  - 第3親衛戦車軍
  - 第52軍
  - 第5親衛軍
  - 第59軍
  - 第60軍

### ドイツ国防軍
この地域ではA軍集団がソビエト赤軍と対峙しており、ワルシャワ東側からヴィスワ川沿いに南へサン川合流地点までを防衛していた。その地点では戦線がヤスウォから南へ続く前にバラヌフ・サンドミエルスキ地区のヴィスワ川を越えた地点にソビエト赤軍の大規模な橋頭堡が存在していた。
軍集団には3個軍が所属しており、ワルシャワ周辺に第9軍、ヴィスワ川のソビエト赤軍のバラノフ突出部に相対するのが第4装甲軍、その南に第17軍がそれぞれ配置されており、将兵400,000名、火砲4,100門、戦車1,150両が所属していた。A軍集団はヨーゼフ・ハルペ上級大将（攻撃開始後の1月20日、フェルディナント・シェルナー上級大将と交代する）が率いていた。

#### 配備
- A軍集団（司令官ヨーゼフ・ハルペ上級大将（1月20日以降、フェルディナント・シェルナー上級大将） 
  - 第9軍（司令官スミロ・フォン・リュトヴィッツ装甲兵大将（1月20日以降、テオドーア・ブッセ装甲兵大将）
    - 第LVI装甲軍団（司令官ヨハネス・ブロック（英語版）歩兵大将）
    - 第XXXXVI装甲軍団（司令官ヴァルター・フリース（英語版）装甲兵大将）
    - 第VIII軍団（司令官ヴァルター・ハルトマン（英語版）砲兵大将）

  - 第4装甲軍（司令官フリッツ＝フーベルト・グレーザー（英語版）装甲兵大将）
    - 第LXII軍団（司令官ヘルマン・レクナーゲル（英語版）歩兵大将）
    - 第XXIV装甲軍団（司令官ヴァルター・ネーリング装甲兵大将）[9]
    - 第XLVIII装甲軍団（司令官マクシミリアン・フォン・エーデルスハイム装甲兵大将）

  - 第17軍（司令官フリードリヒ・シュルツ（英語版）歩兵大将）
    - 第LIX軍団
    - 第XI軍団
    - 第XI軍団

ドイツ情報部はソビエト赤軍がドイツ軍の3倍と見積もっていたが、実際は5倍であった。巨大なバラノフ、サンドミエシュの両橋頭堡に相対する戦線に配置する人員が不足していたため、第4装甲軍は若干の地域において「防衛拠点」で防衛せざるを得なかった。その上、ヒトラーの明確な命令によって、ドイツ軍は2本の防衛線（Großkampflinie（＝大戦線）、Hauptkampflinie（＝主戦線））は互いに非常に近くに構築されており、ソビエト赤軍の火砲の射撃範囲内にその主力防衛部隊を置くこととなった。

## 攻撃
攻撃は1月12日、午前4時35分、第1ウクライナ戦線がバラノフ橋頭堡からドイツ第4装甲軍に対する激しい砲撃で開始された。第XLVIII装甲軍団（それは橋頭堡に相対する戦線に配備されていた）所属師団に対して濃縮された攻撃は効果のあるものとなり、ドイツ軍の反撃を無力化した。第68歩兵師団の大隊長は「私は力不足の大隊で反撃を開始した･･･（中略）･･･ソビエト赤軍の準備砲撃の煙が消えた･･･（中略）･･･そこには小隊にしかならない人数が残っただけだった」と語っている。
最初の集中砲火の後、攻撃調査に続き、さらに10時からの激しい爆撃が続いた。第3親衛軍、第4戦車軍の主要な装甲部隊が4時間後、進撃を開始する頃までにドイツ第4装甲軍は最大で所属火砲の4分の1、所属将兵の3分の2を失っていた。
ソビエト赤軍はキェルツェでドイツ軍防衛部隊を孤立化させるために迅速に前進した。第4装甲軍の装甲予備戦力は中心部隊である第XXIV装甲軍団にゆだねられたが、軍団がキェルツェに到着したとき、すでに裏を書かれており、重い損害を被った。さらに第4装甲軍南側面を担当していた第XLVIII装甲軍団は北方の第LXXII軍団の多くの部隊と同様に完全に撃破されていた。1月14日までに、ソビエト第1ウクライナ戦線はニダ川を横断、ラドムスコ、ヴァルタ川（ドイツ語名：ヴァルテ川）へ進撃していた。第4装甲軍最後の指揮系統が通じていた最後の部隊、第XXIV装甲軍団は司令官ネーリングが撤退を決意した1月16日夜間までキェルツェ周辺を保持した。
第1ウクライナ戦線北方の第1白ロシア戦線は1月14日、マグヌシェフ、プワヴィ両橋頭堡からドイツ第9軍への攻撃を開始したが、これは重爆撃で開始された。第5打撃軍と第8親衛軍がマグヌシェフ橋頭堡から進撃している間、第33、第69軍がプワヴィ橋頭堡から30Km進撃していた。第2、第1親衛戦車軍は突破口を利用した後、それらをゆだねられた。プワヴィ橋頭堡からの第69軍の進撃は特に成功しており、防衛している崩壊したドイツ第LVI装甲軍団は防衛線から退却中に分断された。ドイツ第9軍は多くの局地的な反撃を行ったが、これらは全て跳ね除けられた。第2親衛戦車軍がソハチェフへ向かう間、第69軍は最後の防衛線を撃破してラドムを占領、さらに第1親衛戦車軍は橋頭堡を拡大するためにピリツァ川を越えてリッツマンシュタット（ウッチの当時のドイツ語名）方面へ攻撃していた。一方、ソビエト第61軍とポーランド第1軍は南からワルシャワを包囲する間、第47軍はヴィスラ川を横断、北からワルシャワへ進撃していた。
これに対するドイツ軍の唯一の大規模な反応な1月15日に行われ、ヒトラーはグデーリアンのアドバイスに対して、東プロイセンからディートリヒ・フォン・ザウケン率いる大ドイツ師団に第4装甲軍の地区にできていた突破口を防ぐよう命令したが、ソビエト第1白ロシア戦線の進撃のため、目的を達することなくウッチで停止せざるを得なくなった。これをカバーしていた第9軍が退却するとき、ヴァルタ川南西に撤退せざるを得なかった。

## クラカウの奪取、ドイツ第XXIV装甲軍団の脱出
1月17日、コーネフは新たにブレスラウに向けて所属の機械化部隊を向かわせ、第60、第59軍にクラカウを抜けてオーバーシュレージエンの工業中核地域へ南側面に対する攻撃を開始するため、武器を複合化させた部隊を用いることを命令された。クラカウは第59軍と第60軍による包囲の後の1月19日、たいした損害も無く占領、その後、第4親衛戦車軍とともにドイツ軍を攻撃、ドイツ軍は急激に撤退せざるをえなくなった。
第1ウクライナ戦線の第2段階の目標は遥かに複雑であり、オーバーシュレージエンの産業地域全てを包囲して確保することを命令されていたが、そこでドイツ第17軍と遭遇した。第21軍が北からこの地域を包囲する間、コーネフは第59軍と第60軍に正面へ進むよう命令した。コーネフは第3親衛戦車軍にブレスラウへ向かって南下、オーデル川沿いに上流へ遊撃しながら向かうよう命令、ドイツ第17軍の撤退を阻止した 。
そうした中、撃破された第4装甲軍の残存兵はなおもドイツ国境への脱出を試みていた。1月18日までにネーリングと第XXIV装甲軍団は彼らが考えていた撤退路が北方で塞がれていることを知り、包囲から逃れた第LXII軍団の残存兵を吸収しながら西へ退却した。第LXII軍団の残りの多くがプシスハ周辺で包囲され殲滅された。濃霧で覆われる中、第XXIV装甲軍団の先頭部隊は1月22日、ヴァルタ川に到着し、フォン・ザウケンの部隊と合流して、最終的にソビエト赤軍が攻撃を開始した時にいた地域から350Km後方へ撤退してオーデル川を渡河できるようになった。

### オーバーシュレージエンからの第17軍の撤退
1月25日、シュルツはカトヴィッツの周辺で発展中の突出部から部隊の将兵100,000名を撤退させるよう要求していた。これは拒絶されたが、シュルツは1月26日、再度、要請を繰り返し行った。コーネフ（彼はドイツ第17軍が激しい抵抗を続けずに撤退することを可能とさせていた）が損害を受けていない地域を安全にしている間、シェルナーはシュルツが1月27日の夜間に部隊を撤退させることを認めた。
第1ウクライナ戦線の北側面で第4戦車軍はオーデル川進撃の先頭を務め、シュタイナウ・アン・デア・オーデルで大規模な橋頭堡を確保した。第5親衛軍はオーラウの上で第2の橋頭堡を確保した。

### 第1白ロシア戦線の進撃、ソビエト赤軍によるワルシャワ占領
攻勢の北部戦区ではドイツ第9軍は首尾一貫した抵抗はすでに行えず、第1白ロシア戦線も急速に進撃していた。ワルシャワ後方に配置されていた第XXXVI装甲軍団は近隣の第2軍の戦区であるヴィスワ川へ押し戻された。A軍集団司令本部がワルシャワからの撤退命令を出したため、1月17日までにワルシャワは占領された。ソビエト第2親衛軍と第3打撃軍の部隊はワルシャワ蜂起の後、ドイツ軍によって荒らされたワルシャワを見て衝撃を受けていた。ヒトラーは「要塞（ワルシャワを要塞都市としており、放棄を認めていなかった）」の放棄に激怒、陸軍総司令部作戦部部長のボギスラウ・フォン・ボーニン大佐を逮捕、第9軍と第XXXVI装甲軍団の司令官（スミロ・フォン・リュトヴィッツとヴァルター・フリースら）を罷免した。
1月18日、南の第8親衛軍がウッチに到着する間、第2親衛戦車軍はオーデル川へ押し進み、1月19日までにそれを引き継いだ。第1親衛戦車軍はポーゼンを包囲するために1月25日、移動を開始、翌日、第8親衛軍は都市へ激戦を交わしながら包囲するために進んだが、最後に占領されるまでポーゼン包囲戦が激しく長く行われた。
第1白ロシア戦線北東で東プロイセン攻勢に参加している第2白ロシア戦線（司令官コンスタンチン・ロコソフスキー)の部隊は1月23日までにヴィスワ川河口の三角地帯でバルト海に到着、ドイツ中央軍集団を東プロイセンで孤立させることに成功した。

### 第1白ロシア戦線のオーデル川への進撃
ポーゼンを包囲した後、ソビエト第1親衛戦車軍はドイツ国防軍、国民突撃隊の各種部隊からのまばらな抵抗を受けながらオブラ川周辺の防衛を固められていた地域へ深く侵入していた。そこで激しい抵抗に遭遇したが、そこにはキュストリン要塞への侵入路が存在していた。
ドイツ軍は再編成を行い、ヴァイクセル軍集団を編成、防衛のために少数の予備部隊を生じることとなり、第VSS山岳軍団は2個予備歩兵師団を保持、オブラ川沿いに配置、「ティルシュティーゲル 防衛線」として知られる戦前の国境線の防衛にはクーアマルク装甲擲弾兵師団が補強として配備された。
軍事歴史家アール・ジームキ（Earl Ziemke）は以下のように進撃を解説した。
25日、ジューコフ配下の主力はポーゼンを通過、ベルリン東40マイルのオーデル川で真西へキュストリン方面へ進撃した。ソビエト赤軍の進撃は巨大な除雪機械のように見えた。そして、ワルシャワからポーゼン、そしてベルリンへと狙いを定めていた。ドイツA軍集団の全部隊が点と刃の間に挟まれ、オーデル川の対岸へ押し戻されていた。ドイツの右側にはヒトラーが数日前に編成したヴァイクセル軍集団と呼ばれる基幹軍集団以外、何も存在しなかった。—Earl Ziemke
1945年1月25日、ヒトラーは3つの軍集団の名称を変更、北方軍集団はクールラント軍集団、中央軍集団は北方軍集団、A軍集団は中央軍集団とそれぞれ変更された。
第2親衛軍と第5打撃軍はほとんど抵抗を受けずにオーデル川へ到着、第5打撃軍所属部隊は凍った川を渡河、1月31日にはキーニッツを占領した。
ソビエト赤軍最高司令部は作戦が2月2日に終了したと宣言、ドイツ軍の防衛力が大幅に急速な衰えを見せたため、最初、ジューコフはベルリンへこのまま直接進撃することを望んでいた。しかし、ベルリンへの攻撃を行う前にポンメルンの第1白ロシア戦線のむき出しとなった北側面が受けたドイツ軍の反撃（ゾンネヴェンデ作戦）の為に、東ポンメルン攻勢でドイツ軍をポンメルンから片付けることが重要であるとソビエト赤軍最高司令部に確信させた。

## アウシュヴィッツの解放
1月27日、コーネフ率いる第1ウクライナ戦線所属第60軍配下第322狙撃兵師団はアウシュヴィッツ強制収容所を解放、そこでホロコーストの証拠を発見した。

## ドイツ系住民の逃亡
アントニー・ビーヴァーらによると、ソビエト赤軍将兵は多くの残虐行為、略奪行為を行った。ソビエト赤軍の進撃の結果、何千ものドイツ人が西側へ脱出、イギリス、アメリカ両軍の進出線まで逃亡しようとした。

## 強制収容所囚人たちの死の行進
1月の間、ドイツ軍はソビエト赤軍の進撃路であるポーランド、東プロイセン、シュレージエン、ポンメルンの地域に存在する強制収容所、捕虜収容所の収容者を「避難」させ始めたが、西へ数百Kmもの強行軍を行わせ、かなりの数の人々が途中、死亡した。

## 結果
ヴィスワ・オーデル攻勢はソビエト赤軍の大勝利に終わった。数日以内に、ソビエト赤軍の部隊はポーランドのほとんどを手中に収め、ドイツ本国国境内へ深く侵入、数百Km進撃した。この攻撃により、ドイツA軍集団と抵抗していた残存戦力の多くを破壊することとなった。しかし、シュレージエンとポンメルンでは東プロイセンで行われた継続的な戦いと同様にドイツ軍がしぶとい抵抗を行い、ベルリンへの最終攻撃が数ヶ月遅れることとなったが、その間、ドイツ軍はこの戦線における戦力をもう一度再確立させた。